# غونار هولمبرغ (لاعب كرة قدم)
غونار هولمبرغ (بالسويدية: Gunnar Holmberg)‏ (و. 1897 – 1975 م) هو لاعب كرة قدم، من السويد، ولد في غوتنبرغ، شارك في الألعاب الأولمبية الصيفية 1924، يلعب كلاعب وسط، توفي في بوروس، عن عمر يناهز 78 عاماً.

## روابط خارجية
- غونار هولمبرغ على موقع الاتحاد الدولي (مؤرشف)  (الإنجليزية)
- غونار هولمبرغ على موقع اتحاد السويد (السويدية)
- غونار هولمبرغ على موقع ناشيونال فوتبول تيمز (الإنجليزية)
- غونار هولمبرغ على موقع عالم كرة القدم.نت (الإنجليزية)
- غونار هولمبرغ على موقع أوليمبيديا (الإنجليزية)
- غونار هولمبرغ على موقع اللجنة الأولمبية السويدية (السويدية)